# Catacumba de Aproniano
Catacomba de Aproniano é uma catacumba romana localizada na Via Cesare Correnti, na altura do número 97 da Via Latina, no quartiere Appio-Latino de Roma.

## História
A identificação desta catacumba hipogeia com a de Aproniano, o nome do proprietário do terreno, citada nas fontes antigas, é atribuída a Enrico Josi, apesar de muitos estudiosos não concordarem com esta identificação, preferindo chamá-la de Catacumba da Via Latina. A catacumba foi certamente visitada por Antonio Bosio, que a cita em sua obra "Roma sotterranea" e a descreve como tendo uma arquitetura rica, com capelas funerárias, cubículos e arcossólios completamente afrescados e com mosaicos. Ele reconheceu quatro níveis (uma das maiores de Roma) e encontrou ali duas inscrições datadas respectivamente de 384 e 400.
De todas as estas riquezas, resta hoje bem pouco. Redescoberta por Josi em 1937, as escavações no local não levaram a nenhuma grande descoberta, mas foi confirmada a presença de quatro níveis. Foram descobertas duas inscrições, de 371 e 372, o que levou os estudiosos a defenderem que a catacumba remontaria à segunda metade do século IV. O nível mais antigo é o segundo, mas não se sabe onde ficava a entrada original.
Os itinerários para peregrinos da Alta Idade Média indicavam a presença nesta esta catacumba de diversos santos mártires: Eugênia, o diácono Nemésio, Olímpio, Semproniano, Teódulo, Supério, Oblotere e Tiburticano. Estes dois últimos e Nemésio são completamente desconhecidos e não aparecem em outras fontes. Olímpio, Semproniano, Teódulo e Supério são citados na hagiografia do mártir Estêvão. A única mártir sobre a qual se conhece um pouco mais é Eugênia, que foi morta na perseguição aos cristãos dos imperadores Valeriano (r. 253-260) e Galieno (253-268), e cujos restos foram depositados numa capela da igreja vizinha dedicada a ela na do outro lado da Via Latina: sabe-se pelo Liber Pontificalis que os papas João VII e Adriano I reformaram esta igreja (Sant'Eugenia) e ali fundaram um convento. Infelizmente, tudo o que havia no nível do solo no local foi completamente destruído durante a expansão imobiliária do início do século XX.